# Eugenio Lamanna
Eugenio Lamanna (Como, 7 de agosto de 1989) é um futebolista profissional italiano que atua como goleiro.

## Carreira
Eugenio Lamanna começou a carreira no Como.